# إيكستر (نيويورك)
إيكستر (بالإنجليزية: Exeter, New York)‏ هي بلدة أمريكية تقع في الولايات المتحدة في مقاطعة أوتسيغو، نيويورك. يقدر عدد سكانها بـ 987 نسمة ومساحتها 84.6 كم2 وترتفع عن سطح البحر 531 متر.